# Hansrudi Wäscher
Hansrudi Wäscher (San Gallo, 5 aprile 1928 – Tokyo, 7 gennaio 2016) è stato un fumettista svizzero naturalizzato tedesco.

## Biografia
Figlio di padre tedesco e madre svizzera, crebbe nella Svizzera italiana, dove imparò a leggere e parlare fluentemente italiano grazie ai fumetti e si appassionò ai romanzi di Emilio Salgari. Nel 1940 rientrò con la famiglia in Germania, dove si diplomò come grafico disegnatore all'istituto Werkkunstschule di Hannover.
Impiegato presso l'autorità dei trasporti di Hannover, a partire dal 1950 iniziò a ideare serie a fumetti, ma non riuscì a pubblicare nulla se non vignette per il quotidiano Heim und Welt. Nel 1953 ottenne dalla Walter Lehning Verlag, casa editrice specializzata in albi in formato a strisce, la possibilità di mandare alle stampe Sigurd. L'immediato successo della serie assicurò a Wäscher la fiducia della casa editrice, e gli consentì di pubblicare con successo altre serie, tra cui Nick, Tibor e Falk. Quando nel 1968 la Lehning Verlag chiuse i battenti, continuò a ideare e disegnare nuove serie, tra cui Nizar, Ulf e Buffalo Bill per altri editori, principalmente collaborando con Norbert Hethke Verlag.